# Alberto Nin Frías
Alberto Teodoro Antonino Augusto Nin Frías (Montevideo, 9 de noviembre de 1878 - Suardi, Santa Fe, Argentina, 27 de marzo de 1937) fue un escritor, profesor y periodista uruguayo. Como diplomático de su país residió en Estados Unidos, Brasil, Chile y Argentina, donde se radicó en la provincia de Santa Fe hasta su fallecimiento. Era bisnieto del rico marino mercante español Antonio Nin y Soler.

## Biografía
Alberto Nin Frías nació el 9 de noviembre de 1878 en la ciudad de Montevideo, capital de la República Oriental del Uruguay. Sus padres era el doctor Alberto Nin y Nin (ib., 1853 - ib., 1919) quien fuera un abogado miembro de la Suprema Corte de Justicia del mismo país, fundador de la cátedra de Derecho Penal y diplomático en Europa, y su esposa y prima segunda Matilde Frías Nin (n. ib., 1855).
Los abuelos paternos eran Juan Nin y González (Montevideo, ca. 1813) y su prima y cónyuge Silveria Nin y Alagón (ib., ca. 1820), y los abuelos maternos eran Matilde Nin Reyes (n. Marsella, Reino de Francia, ca. 1830) —prima a su vez de los dos anteriores que eran sus consuegros— y su esposo Manuel Frías Ávila (n. Buenos Aires, ca. 1818).
Por lo tanto, los bisabuelos paternos eran los dos hermanos marinos mercantes hispano-catalanes, siendo el de más edad Juan Nin y Soler que se casó con María Joaquina González Tejera, y el menor, Esteban Nin y Soler matrimoniado con Juana Eusebia Alagón.
Su bisabuelo materno era el otro hermano marino mercante Antonio Nin y Soler, que era un intelectual, rico empresario y propietario del barco El Federico que se había afincado en la rioplatense Banda Oriental de la superintendencia de Buenos Aires hacia 1810, por haber conocido a la criolla Benita Reyes del Villar a quien cortejó hasta transformarla en su esposa en 1813, específicamente en la aún española gobernación de Montevideo que desde el 23 de junio de 1814 las tropas, enviadas por el Gobierno porteño al mando de Carlos María de Alvear, lograran independizarla. En la ya liberada ciudad rioplatense homónima, capital de la nueva Provincia Oriental, tuvieron a sus dos hijos varones y al retornar a Europa en 1825, nacerían en Marsella dos de sus hijas. Al regresar definitivamente a Montevideo tuvieron a la menor que llamarían Leopoldina (n. 1832).
Debido a la profesión de su padre, vivió parte de su infancia y adolescencia en distintas ciudades del mundo, entre ellas Londres —en la que se radicó con ocho años de edad— y posteriormente Bruselas y Berna.
Regresó a Montevideo hacia 1898, ciudad en la cual se desempeñara como escritor, profesor, bibliotecario, periodista y en donde se vincularía al ambiente cultural de esos años, en los que se destacaban figuras como Julio Herrera y Reissig, María Eugenia Vaz Ferreira, Carlos Vaz Ferreira, José Enrique Rodó, entre otros.
Años más tarde, partió nuevamente de su tierra natal cumpliendo funciones como diplomático y alternaba su vida en distintas ciudades como Washington, Río de Janeiro, Santiago de Chile, donde tuvo amistad con Gabriela Mistral, y Buenos Aires.
Su obra literaria trata temas tan variados como la literatura inglesa, el árbol, la religión, Grecia, las costumbres y el erotismo. Sus libro "Homosexualismo creado" y Alexis o el significado del temperamento homosexual (el título real del libro es Alexis o el significado del temperamento Urano. 1932, Madrid: Morata) son sus obra más difundidas.
Murió en la pobreza en la ciudad de Suardi, ubicada en la provincia argentina de Santa Fe, bajo la protección del sacerdote de origen español Pedro Badanelli. Sus restos mortales descansan en el cementerio local de dicha ciudad.

## Obra literaria

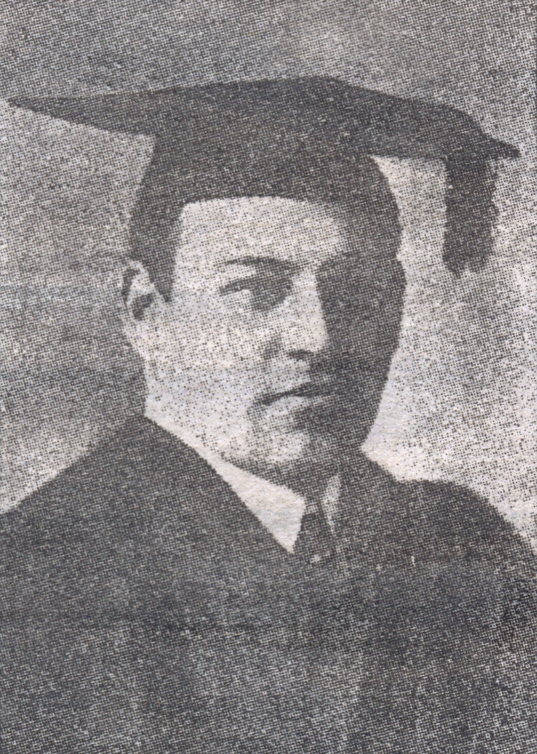
Alberto Nin Frías.

- Ensayos de crítica e historia (dos tomos, 1904, 1906)
- El cristianismo del punto de mira intelectual (1908)
- Estudios religiosos (1909)
- Carta a un amigo escéptico (1910)
- El árbol (1910)
- La fuente envenenada (1911)
- La novela del renacimiento y otros relatos (1911)
- Sordello Andrea (Novela de la vida interior) (1912)
- Marcos, amador de la belleza (1913)
- Como me allegué a Cristo (1917)
- Un huerto de manzanos (1919)
- El carácter inglés y la novela (1924)
- Alexis o el significado del temperamento urano (1932). Madrid: Morata
- Homosexualismo creador (1932). Madrid: Morata
- El culto al árbol (1933)
- Tres expresiones del espíritu andaluz (1935)
- Alexis o el significado del temperamento homosexual (reedición ampliada del su libro de 1933, editado en 1935)

## Interés actual por su obra
Luego de pasar casi seis décadas desde su muerte, su vida y su obra literaria, particularmente relacionada con el homoerotismo, ha comenzado a ser objeto de estudio y análisis, siendo referenciada en obras como Historias de la vida privada en el Uruguay de Hugo Achugar editada en 1998, Amor y transgresión de José Pedro Barrán editada en 2001, La degeneración del 900 de Carla Giaudrone editada en 2005, la obra de ficción Diario de un demócrata moribundo de Fernando Loustaunau editada en 2006, y un estudio sobre su amistad y correspondencia con Gabriela Mistral, editada en 2017 por Elizabeth Horan.

## Homenajes
En 2007 la comuna de Suardi le brindó un homenaje en la que se descubrió una placa que reza: 

Cautivar por la dulzura. Crecer siempre en la verdad y en lo bello. Atraer por el noble ejemplo, el esplendor de pensar, la pureza de una fe y el imán de la bondad.